# Міністр збройних сил Франції
Міністр оборони (фр. Ministre de la Défense) — міністерський пост в Уряді Франції, якому довірено виконання військових питань Франції.

## Історія
Спершу у Франції був запроваджений пост «Державний секретар з військових питань», що був одним із чотирьох постів спеціалізованих державних секретарів, заснованих у Франції в 1589 році. Цей державний секретар відповідав за армію. У 1791 році державний секретар став «військовим міністром». Поряд з іншими міністерськими постами, посада міністра була скасована 1794 року та відновлена наступного року. У 1930-х роках цей пост часто називали «військовий міністр та міністр національної оборони». Після Другої світової війни військове міністерство було об'єднано з військово-морським міністерством. Міністр оборони перебрав на себе додатково функції міністра військово-морського флоту та колоній. Назва «міністр оборони» використовувалася з 1974 по 2010 рік, з 2010 року по 2012 — міністр оборони та у справах ветеранів. 2012 року повернено стару назву. З 2017 року посада називається «Міністр збройних сил».
Нинішній міністр оборони — Себастьян Лекорню.

## Список глав військових відомств Франції з 1643 року

### Державні секретарі з військових питань (1643—1791)
| Державний секретар                                                   | Початок діяльності | Закінчення діяльності |
| -------------------------------------------------------------------- | ------------------ | --------------------- |
| Луї де Револь                                                        | 1 січня 1589       | 1594                  |
| Ніколя де Нефвіль                                                    | 1594               | 1606                  |
| Ніколя Брюлар, маркіз Сійрі                                          | 4 березня 1606     | 1616                  |
| Клод Манжо                                                           | 4 березня 1606     | 1616                  |
| Арман Жан дю Плессі, єпископ Люсонській                              | 25 листопада 1616  | 1617                  |
| Ніколя Брюлар, маркіз Сійрі                                          | 24 квітня 1617     | 1624                  |
| Шарль Ле Боклерк                                                     | 5 лютого 1624      | 1630                  |
| Абель Серв'єн, маркіз де Сабле                                       | 11 грудня 1630     | 1636                  |
| Франсуа Сюбле                                                        | 12 лютого 1636     | 1643                  |
| Мішель Ле Телльє                                                     | 13 квітня 1643     | січень 1651           |
| Анрі Огюст де Ломеньє                                                | січень             | грудень 1651          |
| Мішель Ле Телльє                                                     | грудень 1651       | 1662                  |
| Франсуа-Мішель Летелье                                               | 24 лютого 1662     | 15 липня 1691         |
| Луї-Франсуа ле Тельє де Лувуа                                        | 16 липня 1691      | 5 січня 1701          |
| Мішель Шамільяр                                                      | 5 січня 1701       | 9 червня 1709         |
| Даніель Вуазен де ла Нуаре                                           | 9 червня 1709      | 14 вересня 1715       |
| Клод Луї Ектор де Віллар                                             | 1 жовтня 1715      | 24 вересня 1718       |
| Клод Ле Блан                                                         | 24 вересня 1718    | 1 липня 1723          |
| Франсуа Віктор ле Тоннельє де Бретей                                 | 1 липня 1723       | 19 червня 1726        |
| Клод Ле Блан                                                         | 19 червня 1726     | 1728                  |
| Ніколя Проспер Боен д'Анжервільє                                     | липень 1728        | лютий 1740            |
| Франсуа Віктор ле Тоннельє де Бретей                                 | лютий 1740         | 7 січня 1743          |
| Марк П'єр, граф д'Аржансон                                           | 7 січня 1743       | 1 лютого 1757         |
| Марк Антуан Рене, маркіз де-Польмье д'Аржансон                       | 1 лютого 1757      | 3 березня 1758        |
| Шарль-Луї-Огюст Фуке, герцог де Бель-Іль                             | 3 березня 1758     | 27 січня 1761         |
| герцог Етьєн Франсуа де Шуазель                                      | 27 січня 1761      | 24 грудня 1770        |
| Луї Франсуа, маркіз де Монтейнар                                     | 26 січня 1771      | 27 січня 1774         |
| Emmanuel Armand de Vignerot du Plessis de Richelieu, duc d'Aiguillon | 27 січня 1774      | 2 червня 1774         |
| Louis Nicolas Victor de Félix d'Ollières, comte du Muy               | 5 червня 1774      | 10 жовтня 1775        |
| Claude Louis, Comte de Saint-Germain                                 | 27 жовтня 1775     | 27 вересня 1777       |
| Alexandre Marie Léonor de Saint-Mauris de Montbarrey                 | 27 вересня 1777    | 19 грудня 1780        |
| маркіз Філіп Анрі де Сегюр                                           | 23 грудня 1780     | 29 серпня 1787        |
| Луї-Огюст де Тоннельер, барон де Брет, барон де Прей                 | 29 серпня 1787     | 23 вересня 1787       |
| Athanase Louis Marie de Loménie, comte de Brienne                    | 23 вересня 1787    | 30 листопада 1788     |
| Louis Pierre de Chastenet, comte de Puységur                         | 30 листопада 1788  | 13 липня 1789         |
| Віктор-Франсуа де Брольї                                             | 13 липня 1789      | 16 липня 1789         |
| Jean-Frédéric de la Tour du Pin-Gouvernet                            | 4 серпня 1789      | 16 листопада 1790     |
| Louis le Bègue du Presle Duportail                                   | 16 листопада 1790  | 7 грудня 1791         |

### Військові міністри (1791—1940)
| Міністр                                                         | Початок діяльності | Закінчення діяльності |
| --------------------------------------------------------------- | ------------------ | --------------------- |
| граф Луї де Нарбонн-Лара                                        | 7 грудня 1791      | 9 березня 1792        |
| Pierre Marie de Grave                                           | 9 березня 1792     | 9 травня 1792         |
| Joseph Marie Servan de Gerbey                                   | 9 травня 1792      | 13 червня 1792        |
| Шарль Дюмур'є                                                   | 13 червня 1792     | 18 червня 1792        |
| Pierre August Lajard                                            | 18 червня 1792     | 23 липня 1792         |
| Charles Franqueville d'Abancourt                                | 23 липня 1792      | 10 серпня 1792        |
| Joseph Marie Servan de Gerbey                                   | 10 серпня 1792     | 3 жовтня 1792         |
| Pierre Henri Hélène Marie Lebrun-Tondu                          | 3 жовтня 1792      | 18 жовтня 1792        |
| Jean-Nicolas Pache                                              | 18 жовтня 1792     | 4 лютого 1793         |
| Pierre Riel de Beurnonville                                     | 4 лютого 1793      | 1 квітня 1793         |
| Pierre Henri Hélène Marie Lebrun-Tondu                          | 1 квітня 1793      | 4 квітня 1793         |
| Jean Baptiste Noël Bouchotte                                    | 4 квітня 1793      | 20 квітня 1794        |
| пост ліквідовано                                                | 20 квітня 1794     | 3 листопада 1795      |
| Jean-Baptiste Aubert-Dubayet                                    | 3 листопада 1795   | 8 лютого 1796         |
| Claude Louis Petiet                                             | 8 лютого 1796      | 15 липня 1797         |
| Лазар Гош                                                       | 15 липня 1797      | 22 липня 1797         |
| Barthélemy Louis Joseph Scherer                                 | 22 липня 1797      | 21 лютого 1799        |
| Louis Marie de Milet de Mureau                                  | 21 лютого 1799     | 2 липня 1799          |
| Жан Батист Бернадот                                             | 2 липня 1799       | 14 вересня 1799       |
| Edmond Louis Alexis Dubois-Crancé                               | 14 вересня 1799    | 10 листопада 1799     |
| Луї-Александр Бертьє                                            | 11 листопада 1799  | 2 квітня 1800         |
| Лазар Карно                                                     | 2 квітня 1800      | 8 жовтня 1800         |
| Луї-Александр Бертьє, князь Невшательский                       | 8 жовтня 1800      | 19 серпня 1807        |
| Анрі Кларк, герцог Фельтрський                                  | 19 серпня 1807     | 1 квітня 1814         |
| граф П'єр-Антуан Дюпон де л'Етан                                | 3 квітня 1814      | 3 грудня 1814         |
| Жан де Дью Сульт, герцог Далматський                            | 3 грудня 1814      | 11 березня 1815       |
| Анрі Кларк, герцог Фельтрський                                  | 11 березня 1815    | 20 березня 1815       |
| Луї Ніколя Даву, герцог Ауерштедтський                          | 20 березня 1815    | 7 липня 1815          |
| маркіз Лоран де Гувйон Сен-Сір                                  | 7 липня 1815       | 26 вересня 1815       |
| Анрі Кларк, герцог Фельтрський                                  | 26 вересня 1815    | 12 вересня 1817       |
| маркіз Лоран де Гувйон Сен-Сір                                  | 12 вересня 1817    | 19 листопада 1819     |
| Марі Віктор Ніколя де Фе, маркіз де Латур-Мобура                | 19 листопада 1819  | 14 грудня 1821        |
| Клод-Віктор Перрен, герцог де Беллуно                           | 14 грудня 1821     | 23 березня 1823       |
| Alexandre, vicomte Digeon                                       | 23 березня 1823    | 15 квітня 1823        |
| Клод-Віктор Перрен, герцог де Беллуно                           | 15 квітня 1823     | 19 жовтня 1823        |
| Ange Hyacinthe Maxence, baron de Damas                          | 19 жовтня 1823     | 4 серпня 1824         |
| Aimé, duc de Clermont-Tonnerre                                  | 4 серпня 1824      | 4 січня 1828          |
| Louis Victor de Blacquetot de Caux                              | 4 січня 1828       | 8 серпня 1829         |
| граф Луї Огюст Віктор де Ген де Бурмон                          | 8 серпня 1829      | 31 липня 1830         |
| граф Етьєн-Моріс Жерар                                          | 31 липня 1830      | 17 листопада 1830     |
| Жан де Дью Сульт, герцог Далматський                            | 17 листопада 1830  | 18 липні 1834         |
| граф Етьєн-Моріс Жерар                                          | 18 липня 1834      | 10 листопада 1834     |
| Simon Bernard                                                   | 10 листопада 1834  | 18 листопада 1834     |
| Едуард Адольф Казимир Жозеф Мортьє, герцог Тревізський          | 18 листопада 1834  | 12 березня 1835       |
| граф Анрі де Ріньї                                              | 12 березня 1835    | 30 квітня 1835        |
| маркіз Ніколя Жозеф Мезон                                       | 30 квітня 1835     | 6 вересня 1836        |
| Simon Bernard                                                   | 6 вересня 1836     | 31 березня 1839       |
| Amédée Louis Despans-Cubières                                   | 31 березня 1839    | 12 травня 1839        |
| Антуан Віржіль Шнайдер                                          | 12 травня 1839     | 1 березня 1840        |
| Amédée Louis Despans-Cubiè res                                  | 1 березня 1840     | 29 жовтня 1840        |
| Жан де Дью Сульт, герцог Далматський                            | 29 жовтня 1840     | 10 листопада 1845     |
| Alexandre Pierre Chevalier Moline de Saint-Yon                  | 10 листопада 1845  | 9 травня 1847         |
| Camille Alphonse Trézel                                         | 9 травня 1847      | 24 лютого 1848        |
| Марі-Альфонс Бедо                                               | 24 лютого 1848     | 25 лютого 1848        |
| барон Жак-Жерве Сюберві                                         | 25 лютого 1848     | 20 березня 1848       |
| Луї Ежен Кавеньяк                                               | 20 березня 1848    | 5 квітня 1848         |
| Франсуа Араго                                                   | 5 квітня 1848      | 11 травня 1848        |
| Jean-Baptiste Adolphe Charras                                   | 11 травня 1848     | 17 травня 1848        |
| Луї Ежен Кавеньяк                                               | 17 травня 1848     | 28 червня 1848        |
| Луї Жюшо де Ламоріс                                             | 28 червня 1848     | 20 грудня 1848        |
| Joseph Marcelin Rulhières                                       | 20 грудня 1848     | 31 жовтня 1849        |
| граф Альфонс Анрі д'Отпуль                                      | 31 жовтня 1849     | 22 жовтня 1850        |
| Jean-Paul, comte de Schramm                                     | 22 жовтня 1850     | 9 січня 1851          |
| граф Огюст Етьєн Реньо де Сен-Жан д'Анжелі                      | 9 січня 1851       | 24 січня 1851         |
| Жак Луї Рандон                                                  | 24 січня 1851      | 26 жовтня 1851        |
| Жак Леруа де Сент-Арно                                          | 26 жовтня 1851     | 11 березня 1854       |
| Жан Батист Філібер Вальян                                       | 11 березня 1854    | 5 травня 1859         |
| Жак Луї Рандон                                                  | 5 травня 1859      | 20 січня 1867         |
| Адольф Ньєль                                                    | 20 січня 1867      | 13 серпня 1869        |
| Шарль Ріго де Женуї                                             | 13 серпня 1869     | 21 серпня 1869        |
| Едмон Лебеф                                                     | 21 серпня 1869     | 20 липня 1870         |
| Pierre Charles Dejean                                           | 20 липня 1870      | 10 серпня 1870        |
| Шарль Кузен-Монтабан, граф де Палікао                           | 10 серпня 1870     | 4 вересня 1870        |
| Адольф Еммануель Шарль Ле Фло                                   | 4 вересня 1870     | 5 червня 1871         |
| Ернст Курто де Сіссе                                            | 5 червня 1871      | 25 травня 1873        |
| Франсуа Клод дю Барай                                           | 29 травня 1873     | 22 травня 1874        |
| Ернст Курто де Сіссе                                            | 22 травня 1874     | 15 серпня 1876        |
| Жан Огюст Берто                                                 | 15 серпня 1876     | 23 листопада 1877     |
| Гаетан де Грімоде де Рошбує                                     | 23 листопада 1877  | 13 грудня 1877        |
| Жан-Луї Борель                                                  | 13 грудня 1877     | 16 травня 1878        |
| Анрі Гресле                                                     | 16 травня 1878     | 28 грудня 1879        |
| Жан Жозеф Фредерік Альбер Фарр                                  | 28 грудня 1879     | 14 листопада 1881     |
| Жан-Батіст Кампенон                                             | 14 листопада 1881  | 26 січня 1882         |
| Жан-Батіст Бійо                                                 | 30 січня 1882      | 29 січня 1883         |
| Жан Тібоден                                                     | 31 січня 1883      | 9 жовтня 1883         |
| Жан-Батіст Кампенон                                             | 9 жовтня 1883      | 3 січня 1885          |
| Жуль Луї Леваль                                                 | 3 січня 1885       | 6 квітня 1885         |
| Жан-Батіст Кампенон                                             | 6 квітня 1885      | 7 січня 1886          |
| Жорж Буланже                                                    | 7 січня 1886       | 30 травня 1887        |
| Теофтль Адрієн Феррон                                           | 30 травня 1887     | 12 грудня 1887        |
| Франсуа Огюст Ложеро                                            | 12 грудня 1887     | 3 квітня 1888         |
| Шарль де Фрейсіне                                               | 3 квітня 1888      | 11 січня 1893         |
| Жюльен Леон Луазійон                                            | 11 січня 1893      | 3 грудня 1893         |
| Огюст Мерсьє                                                    | 3 грудня 1893      | 24 січня 1895         |
| Еміль Зюрлінден                                                 | 28 січня 1895      | 1 листопада 1895      |
| Годфруа Кавеньяк                                                | 1 листопада 1895   | 29 квітня 1896        |
| Жан-Батіст Бійо                                                 | 29 квітня 1896     | 28 червня 1898        |
| Годфруа Кавеньяк                                                | 28 червня 1898     | 5 вересня 1898        |
| Еміль Зюрлінден                                                 | 5 вересня 1898     | 17 вересня 1898       |
| Шарль Шануан                                                    | 17 вересня 1898    | 25 жовтня 1898        |
| Едуар Локруа                                                    | 25 жовтня 1898     | 1 листопада 1898      |
| Шарль де Фрейсіне                                               | 1 листопада 1898   | 6 травня 1899         |
| Каміль Крантц                                                   | 6 травня 1899      | 22 червня 1899        |
| Маркіз Гастон де Галіфе                                         | 22 червня 1899     | 20 травня 1900        |
| Луї Андре                                                       | 20 травня 1900     | 14 листопада 1904     |
| Моріс Берто                                                     | 14 листопада 1904  | 12 листопада 1905     |
| Ежен Етьєн                                                      | 12 листопада 1905  | 25 жовтня 1906        |
| Жорж Пікар                                                      | 25 жовтня 1906     | 24 липня 1909         |
| Жан Брен                                                        | 24 липня 1909      | 23 лютого 1911        |
| Арістид Бріан                                                   | 23 лютого 1911     | 2 березня 1911        |
| Моріс Берто                                                     | 2 березня 1911     | 21 травня 1911        |
| Франсуа Гуаран                                                  | 27 травня 1911     | 27 червня 1911        |
| Адольф Мессімі                                                  | 27 червня 1911     | 14 січня 1912         |
| Александр Мільєран                                              | 14 січня 1912      | 12 січня 1913         |
| Альбер Лебрен                                                   | 12 січня 1913      | 21 січня 1913         |
| Ежен Етьєн                                                      | 21 січня 1913      | 9 грудня 1913         |
| Жозеф Нулан                                                     | 9 грудня 1913      | 9 червня 1914         |
| Теофіль Делькассе                                               | 9 червня 1914      | 13 червня 1914        |
| Адольф Мессімі                                                  | 13 червня 1914     | 26 серпня 1914        |
| Александр Мільєран                                              | 26 серпня 1914     | 29 жовтня 1915        |
| Жозеф Галлієні                                                  | 29 жовтня 1915     | 16 березня 1916       |
| П'єр Рок                                                        | 16 березня 1916    | 12 грудня 1916        |
| Юбер Ліоте                                                      | 12 грудня 1916     | 14 березня 1917       |
| Люсьєн Лакас                                                    | 14 березня 1917    | 20 березня 1917       |
| Поль Пенлеве                                                    | 20 березня 1917    | 16 листопада 1917     |
| Жорж Клемансо                                                   | 16 листопада 1917  | 20 січня 1920         |
| Андре Лефевр                                                    | 20 січень 1920     | 16 грудня 1920        |
| Фламіньюс Реберті                                               | 16 грудня 1920     | 16 січня 1921         |
| Жан-Луї Барту                                                   | 16 січня 1921      | 15 січня 1922         |
| Андре Мажино                                                    | 15 січня 1922      | 14 червня 1924        |
| Шарль Нолле                                                     | 14 червня 1924     | 17 квітня 1925        |
| Поль Пенлеве                                                    | 17 квітня 1925     | 29 жовтня 1925        |
| Едуар Даладьє                                                   | 29 жовтня 1925     | 28 листопада 1925     |
| Поль Пенлеве                                                    | 28 листопада 1925  | 23 червня 1926        |
| Адольф Гійома                                                   | 23 червня 1926     | 19 липня 1926         |
| Поль Пенлеве                                                    | 19 липня 1926      | 3 листопада 1929      |
| Андре Мажино                                                    | 3 листопада 1929   | 21 лютого 1930        |
| Рене Беснар                                                     | 21 лютого 1930     | 2 березня 1930        |
| Андре Мажино                                                    | 2 березня 1930     | 13 грудня 1930        |
| Барту Жан-Луї                                                   | 13 грудня 1930     | 27 січня 1931         |
| Андре Мажино                                                    | 27 січня 1931      | 6 січня 1932          |
| Андре Тардьє                                                    | 14 січня 1932      | 20 лютого 1932        |
| Франсуа П'єтрі                                                  | 20 лютого 1932     | 3 червня 1932         |
| Жозеф Поль-Бонкур                                               | 3 червня 1932      | 18 грудня 1932        |
| Едуар Даладьє                                                   | 18 грудня 1932     | 30 січня 1934         |
| Жан Фабрі                                                       | 30 січня 1934      | 4 лютого 1934         |
| Жозеф Поль-Бонкур                                               | 4 лютого 1934      | 9 лютого 1934         |
| Філіпп Петен                                                    | 9 лютого 1934      | 8 листопада 1934      |
| Луї Морен                                                       | 8 листопада 1934   | 7 червня 1935         |
| Жан Фабрі                                                       | 7 червня 1935      | 24 січня 1936         |
| Луї Морен                                                       | 24 січня 1936      | 4 червня 1936         |
| Едуар Даладьє                                                   | 4 червня 1936      | 18 травня 1940        |
| Поль Рейно                                                      | 18 травня 1940     | 16 червня 1940        |
| Максим Вейган (національна оборона) і Louis Colson (військовий) | 16 червня 1940     | 6 вересня 1940        |
| Шарль Юнтсігер                                                  | 6 вересня 1940     | 11 серпня 1941        |
| Франсуа Дарлан                                                  | 11 серпня 1941     | 18 квітня 1942        |
| Ежен Бріду                                                      | 18 квітня 1942     | 20 серпня 1944        |

### Військові комісари (1941—1944)
| Комісари         | Початок діяльності | Закінчення діяльності |
| ---------------- | ------------------ | --------------------- |
| Поль Лежантільом | 24 вересня 1941    | 9 листопада 1943      |
| Андре Ле Троке   | 9 листопада 1943   | 4 квітня 1944         |
| Андре Дітельм    | 4 квітня 1944      | 10 вересня 1944       |

### Міністри національної оборони (фр.Ministre de la Défense nationale; 1944—1974)
| Міністр                                                                 | Початок діяльності | Закінчення діяльності |
| ----------------------------------------------------------------------- | ------------------ | --------------------- |
| Андре Дітельм                                                           | 10 вересня 1944    | 21 листопада 1945     |
| Едмон Мішле                                                             | 21 листопада 1945  | 24 червня 1946        |
| Фелікс Гуен                                                             | 24 червня 1946     | 16 грудня 1946        |
| Андре Ле Троке                                                          | 16 грудня 1946     | 22 січня 1947         |
| Франсуа Бійу                                                            | 22 січня 1947      | 4 травня 1947         |
| Івон Дельбос                                                            | 4 травня 1947      | 22 жовтня 1947        |
| П'єр-Анрі Тетжан                                                        | 22 жовтня 1947     | 26 липня 1948         |
| Рене Мейєр                                                              | 26 липня 1948      | 11 вересня 1948       |
| Поль Рамадьє                                                            | 11 вересня 1948    | 28 жовтня 1949        |
| Рене Плевен                                                             | 29 жовтня 1949     | 12 липня 1950         |
| Жюль Мок                                                                | 12 липня 1950      | 11 серпня 1951        |
| Жорж Бідо                                                               | 11 серпня 1951     | 8 березня 1952        |
| Рене Плевен                                                             | 8 березня 1952     | 19 червня 1954        |
| Марі П'єр Кеніг                                                         | 19 червня 1954     | 14 серпня 1954        |
| Еманюель Тампль                                                         | 14 серпня 1954     | 20 січня 1955         |
| Жак Шевальє (національна оборона) та Моріс Буржес Монурі (збройні сили) | 20 січня 1955      | 23 лютого 1955        |
| Марі П'єр Кеніг                                                         | 23 лютого 1955     | 6 жовтня 1955         |
| П'єр Бійот                                                              | 6 жовтня 1955      | 1 лютого 1956         |
| Моріс Буржес Монурі                                                     | 1 лютого 1956      | 13 червня 1957        |
| Андре Моріс                                                             | 13 червня 1957     | 6 листопада 1957      |
| Жак Шабан-Дельмас                                                       | 6 листопада 1957   | 14 травня 1958        |
| П'єр де Шевіньє                                                         | 14 травня 1958     | 1 червня 1958         |
| Шарль де Голль (національна оборона) та П'єр Гійома (армії)             | 1 червня 1958      | 8 січня 1959          |
| П'єр Гійома                                                             | 8 січня 1959       | 5 лютий 1960          |
| П'єр Мессмер                                                            | 5 лютого 1960      | 22 червня 1969        |
| Мішель Дебре                                                            | 22 червня 1969     | 4 квітня 1973         |
| Робер Галлей                                                            | 4 квітня 1973      | 28 травня 1974        |

### Міністри оборони (1974—2010)
| Міністр           | Початок діяльності | Закінчення діяльності |
| ----------------- | ------------------ | --------------------- |
| Жак Суффле        | 28 травня 1974     | 1 лютого 1975         |
| Івон Бурж         | 1 лютого 1975      | 2 жовтня 1980         |
| Жоель Ле Тейл     | 2 жовтня 1980      | 14 грудня 1980        |
| Робер Галлей      | 22 грудня 1980     | 22 травня 1981        |
| Шарль Ерню        | 22 травня 1981     | 20 вересня 1985       |
| Поль Кільє        | 20 вересня 1985    | 20 березня 1986       |
| Андре Жиро        | 20 березня 1986    | 12 травня 1988        |
| Жан-П'єр Шевенман | 12 травня 1988     | 29 січня 1991         |
| П'єр Жокс         | 29 січня 1991      | 9 березня 1993        |
| П'єр Береговуа    | 9 березня 1993     | 29 березня 1993       |
| Франсуа Леотар    | 29 березня 1993    | 18 травня 1995        |
| Шарль Мійон       | 18 травня 1995     | 4 червня 1997         |
| Ален Рішар        | 4 червня 1997      | 7 травня 2002         |
| Мішель Алліо-Марі | 7 травня 2002      | 15 травня 2007        |
| Ерве Морен        | 18 травня 2007     | 14 листопада 2010     |

### Міністри оборони та у справах ветеранів (2010—2012)
| Міністр     | Початок діяльності | Закінчення діяльності |
| ----------- | ------------------ | --------------------- |
| Ален Жюппе  | 14 листопада 2010  | 27 лютого 2011        |
| Жерар Лонге | 27 лютого 2011     | 10 травня 2012        |

### Міністри оборони (2012—2017)
| Міністр         | Початок діяльності | Закінчення діяльності |
| --------------- | ------------------ | --------------------- |
| Жан-Ів Ле Дріан | 16 травня 2012     | 17 травня 2017        |

### Міністри збройних сил (фр.Ministre des armées; від 2017)
| Міністр           | Початок діяльності | Закінчення діяльності |
| ----------------- | ------------------ | --------------------- |
| Сільві Гулар      | 17 травня 2017     | 20 червня 2017        |
| Флоранс Парлі     | 21 червня 2017     | 20 травня 2022        |
| Себастьян Лекорню | 20 травня 2022     | чинний                |